# إلمر وارد
إلمر وارد (بالإنجليزية: Elmer Ward)‏ هو لاعب كرة قدم أمريكية أمريكي، ولد في 13 أكتوبر 1912 في ويلارد في الولايات المتحدة، وتوفي في 26 مارس 1996 في أوغدن في الولايات المتحدة.

## وصلات خارجية
- إلمر وارد على موقع مرجع كرة القدم المحترفة.كوم (الإنجليزية)